# 긴다이치 교스케

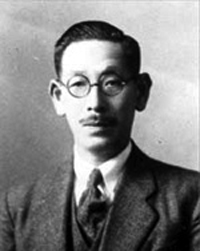
긴다이치 교스케

긴다이치 교스케(일본어: 金田一 京助, 1882년 5월 5일 ~ 1974년 11월 14일)는 아이누어 연구로 알려진 일본의 어문학자, 민속학자이다.
고쿠가쿠인 대학 교수를 거쳐 도쿄 제국대학 교수, 고쿠가쿠인 대학 명예 교수를 역임하였다. 일본학사원 회원이며 도쿄 제국대학으로부터 문학박사를 수여받았다. 모리오카시의 명예 시민이며 이와테현 모리오카 시 요쓰야 정(현 혼초도리 2정목) 출신이다. 1954년 문화훈장을 수여받았으며 아이누 연구의 일인자로 알려져있다. 시인 이시카와 다쿠보쿠와는 친구관계이다.